# Willy Rumpf
Willy Rumpf, né le 4 avril 1903 à Berlin et mort le 8 février 1982 à Berlin-Est est un homme politique est-allemand. Il est ministre des Finances de 1955 à 1966.
Il est également député à la Volkskammer entre 1949 et 1967.

## Décorations
- 1958 et 1968 : Ordre du Mérite patriotique (RDA)
- 1963 : Ordre de Karl-Marx
- 1978 : Étoile de l'amitié des peuples (RDA)

## Sources
- (de) Cet article est partiellement ou en totalité issu de l’article de Wikipédia en allemand intitulé « Willy Rumpf » (voir la liste des auteurs).